# Manierismo (letteratura)
Il Manierismo è, nel linguaggio della storiografia più recente, quell'insieme di correnti, di manifestazioni, di gusti letterari, che rappresentano il passaggio tra la cultura rinascimentale e quella propria dell'età barocca.
La grande fioritura letteraria rinascimentale si svolse soprattutto nei primi decenni del Cinquecento e si può considerare sostanzialmente conclusa all'inizio del pontificato di Paolo IV (1555).
Le forme rinascimentali andarono esaurendosi negli ultimi decenni del secolo, quando  una lenta trasformazione condusse alle soglie della nuova civiltà barocca del XVII secolo.
Questi decenni furono dominati dalla Controriforma cattolica, che influenzò tutte le attività pratiche e anche la cultura.

## Quadro storico
Dopo il concilio di Trento (1545-1563), che portò a una sistemazione del contenuto dogmatico e della disciplina della sua gerarchia, la Chiesa  si volse sia alla conquista missionaria dei territori extraeuropei, sia al tentativo di ridestare nell'Europa cattolica il rigore morale e religioso.
L'opera di difesa e restaurazione fu essenzialmente conservatrice. La Chiesa, timorosa del pericolo incombente della Riforma, cercò di imporre una nuova severità di costumi e di frenare ogni manifestazione di libero pensiero, imponendo un'ortodossia rigorosa, ricorrendo al tribunale dell'Inquisizione e all'appoggio del potere politico.
Un doppio autoritarismo, religioso e politico, gravò per molti decenni sull'Europa, segnando il temporaneo declino dello spirito di tolleranza, di libera e spregiudicata ricerca che era stata la manifestazione più significativa della civiltà rinascimentale.
In Italia gli uomini di cultura si piegarono, generalmente, alle esigenze della Controriforma, molto spesso per convenienza. La Chiesa cercò di conciliarsi con la cultura umanistica, inquadrandola in una solida visione religiosa, come aveva cercato di fare anche nel passato.
In realtà, la civiltà rinascimentale italiana aveva ormai perso la sua creatività e si stava adagiando in uno stanco ideale di decoro formale. Ogni autentico interesse ed entusiasmo erano ormai tramontati ed anche l'arte da sorgente viva della coscienza, si cristallizzava in un classicismo formale, fondato su una minuta, e pedante, precettistica.
La letteratura era ormai legata all'accademia, cioè a una ristretta minoranza intellettuale, che non era riuscita a diffondere gli ideali rinascimentali. Si veniva così a sancire il trionfo della forma sul contenuto, dell'eleganza raffinata sulla realtà.
Il risveglio religioso voluto dalla Chiesa si attuò solo parzialmente e, d'altra parte, le limitazioni imposte alla libertà di pensiero impedivano che si realizzasse un intimo rinnovamento. Peraltro, la rinnovata religiosità riportava nelle coscienze il senso del peccato e del limite umano. Un senso di insicurezza e di fragilità dominava ormai la nuova visione dell'uomo, che si sentiva soggetto al flusso alterno e cieco della sorte. Tale concezione, già presente nel Guicciardini, si approfondì drammaticamente nel Tasso, per poi trapassare nella civiltà barocca del Seicento.

### Letteratura
La letteratura di questo periodo è caratterizzata in primo luogo da un'estrema e raffinata elaborazione formale, spesso fine a se stessa e dalla tendenza a giustificare la propria opera mediante trattati di arte poetica, nei quali, mentre l'autore cerca di dimostrare la piena regolarità dell'opera stessa, secondo i precetti arbitrariamente desunti dalla Poetica di Aristotele, esprime anche un senso di fastidio verso le regole ed un bisogno, solo esteriore, di 
Altro elemento essenziale ed anch'esso contraddittorio, è il proposito moraleggiante, in ossequio alla Controriforma, unito alla preoccupazione del parlare ortodosso. Si tratta però, quasi sempre di un ossequio esteriore: prevale, in realtà, un'ispirazione sensuale sotto il conformismo di spiriti inclini all'ipocrisia e al compromesso.
Le modalità espressive del Manierismo concedono allo scrittore la possibilità di esprimersi più liberamente, non dovendo più seguire quell'ossessione per la misura, che inevitabilmente restringeva i limiti dell'invenzione artistica. Nelle opere si respira un sentimento di irrequietezza. Il dettaglio diveniva l'oggetto principale dell'opera. È come se esaurite le possibilità artistiche, l'uomo non potesse che rifugiarsi nella foga del dettaglio insignificante, nel mancato desiderio di un progetto grandioso. Ma non è una resa incondizionata, piuttosto è una rincorsa caotica e affannata al dettaglio, al bizzarro, all'inusuale, una sorta di caccia al significato. È un periodo di crisi, specialmente per l'Italia, che, al di là della corte papale vive il suo distacco dalla storia. È il senso di crisi, quasi di stanchezza, che spinge l'uomo verso questa dimensione di profondo disequilibrio, a cavallo tra la misura ancora classica del Rinascimento e la stravaganza del Barocco.
In Torquato Tasso (1544–1595), il dissidio culturale e letterario di quest'età assunse un più profondo e drammatico carattere interiore. Nel filosofo e poeta Giordano Bruno (1548- 1600), la crisi del pensiero rinascimentale si risolse nella ricerca di una nuova sistemazione filosofica anti-aristotelica, nell'affermazione della libertà di pensiero ed in una rivolta al conformismo che gli costarono la vita. Un altro autore considerato manierista è (Giovanni) Battista Guarini, la cui più famosa opera poetica, la tragicommedia Il pastor fido, è seguita e preceduta da un'ampia ricognizione intorno al valore dei generi letterari.
Secondo Renato Barilli, è possibile considerare William Shakespeare come il massimo esponente della letteratura manierista europea, perché nelle sue opere si assiste ad un recupero e ad una rielaborazione di motivi e situazioni di chiara eredità medievale, inseriti in una drammaturgia che infrange le istanze del verosimile e delle categorie aristoteliche di spazio, tempo e azione.